# Papilioninae
Sous-famille
Les Papilioninae sont une sous-famille de lépidoptères (papillons) de la famille des Papilionidae. Elle se décompose en 4 tribus.

## Dénomination
Cette sous-famille a été créée par l'entomologiste français Pierre André Latreille (1762-1833) en 1802.

## Taxinomie
Liste des tribus et des genres
- Leptocircini
  - Eurytides Hübner, 1821
  - Graphium Scopoli, 1777
  - Iphiclides Hübner, 1819
  - Lamproptera Gray, 1832
  - Meandrusa Moore, 1888
  - Mimoides Brown, 1991
  - Neographium Möhn, 2002
  - Protesilaus Swainson, [1832]
  - Protographium Munroe, 1961
  - Teinopalpus Hope, 1843

- Papilionini
  - Papilio Linnaeus, 1758

- Troidini
  - Atrophaneura syn. Pachliopta Reakirt, 1865
  - Battus
  - Cressida
  - Euryades
  - Parides
  - Pharmacophagus
  - Troides

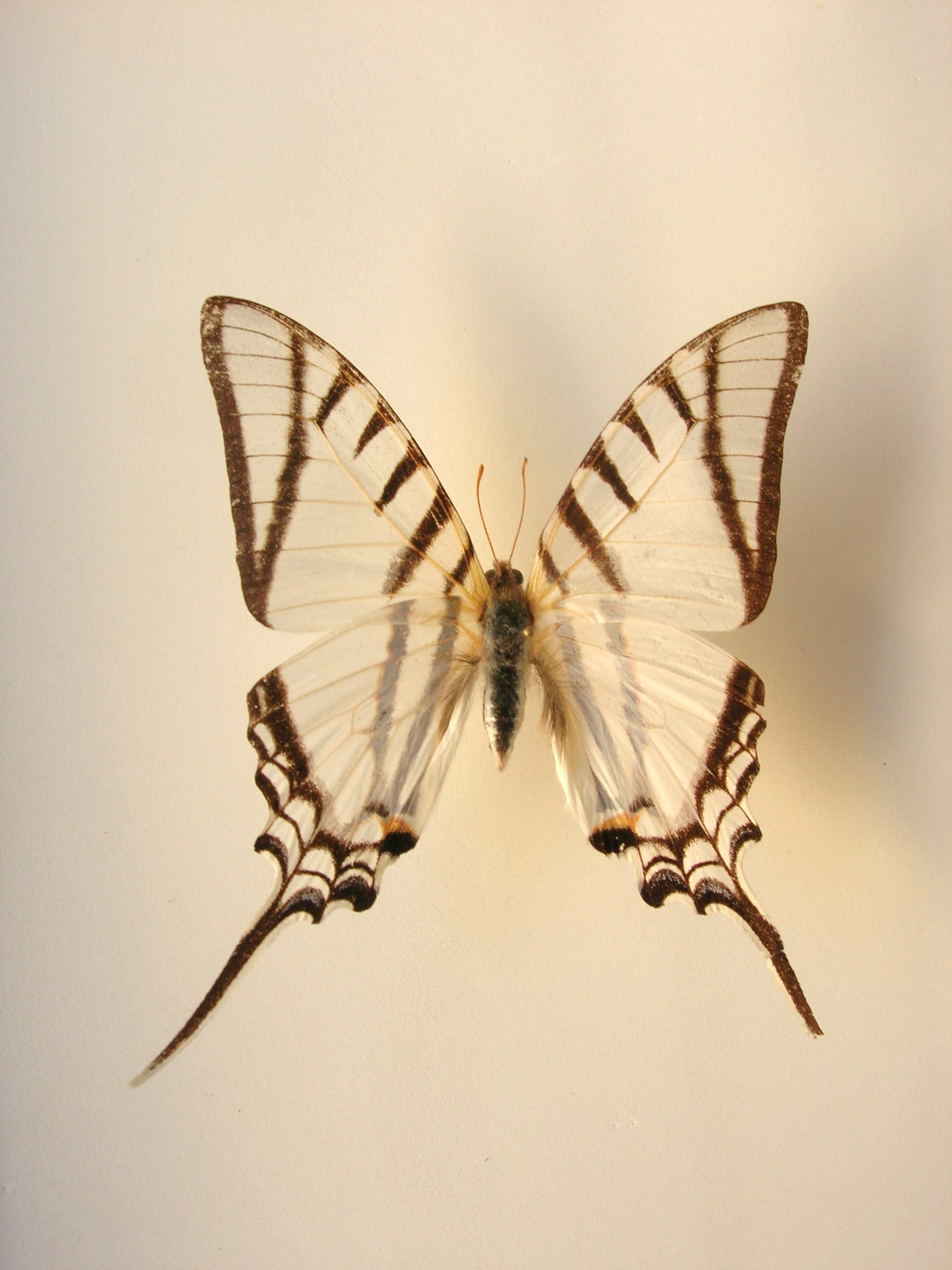
Leptocircini - Eurytides protesilaus
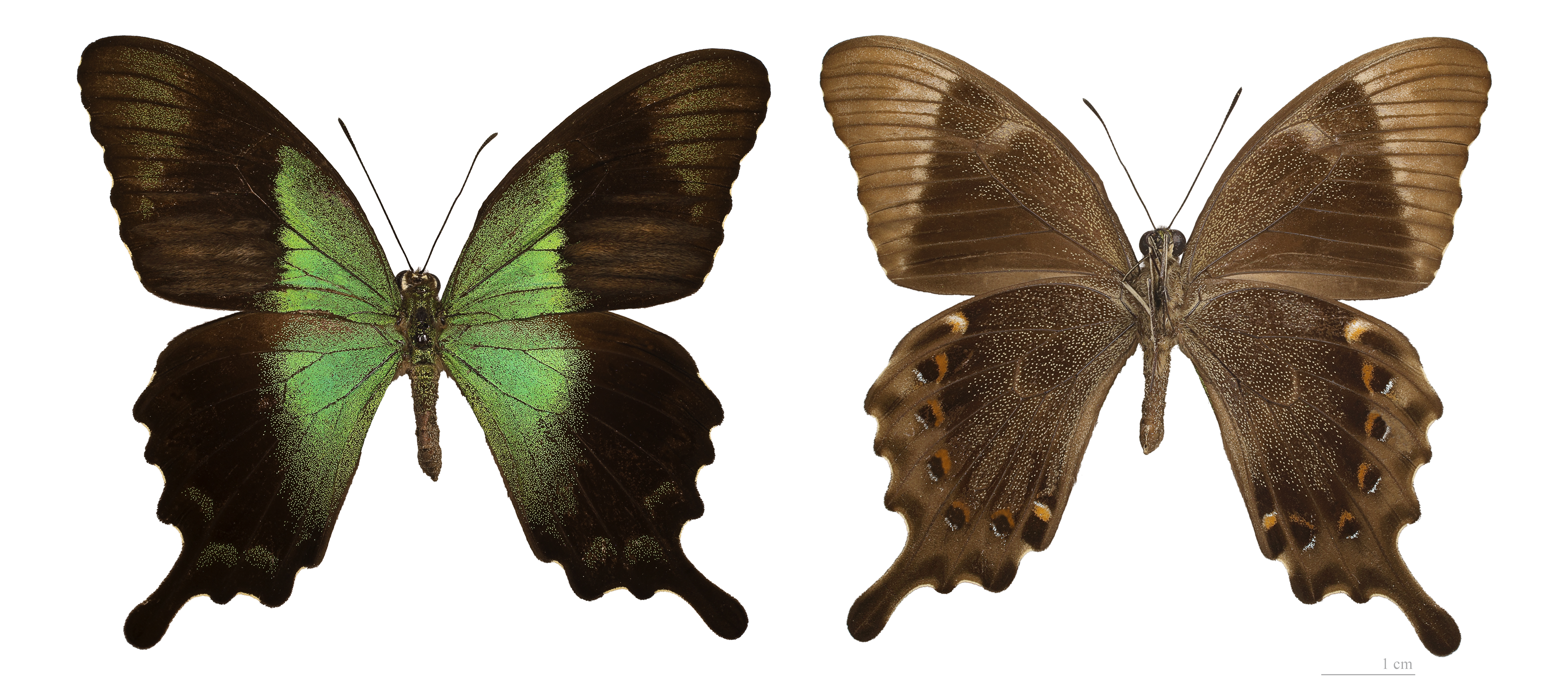
Papilionini - Papilio peranthus
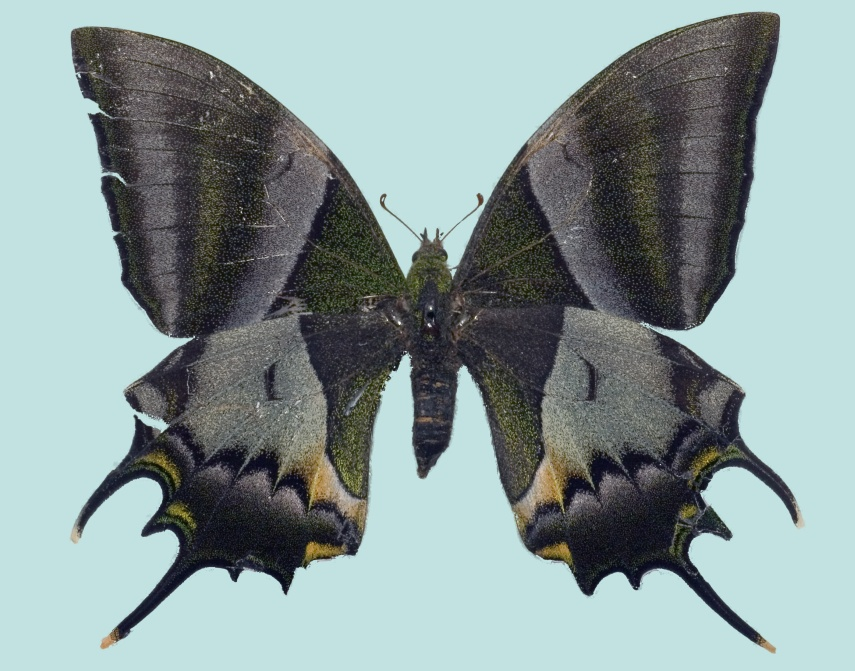
Teinopalpini - Teinopalpus imperialis
Troidini - Troides goliath
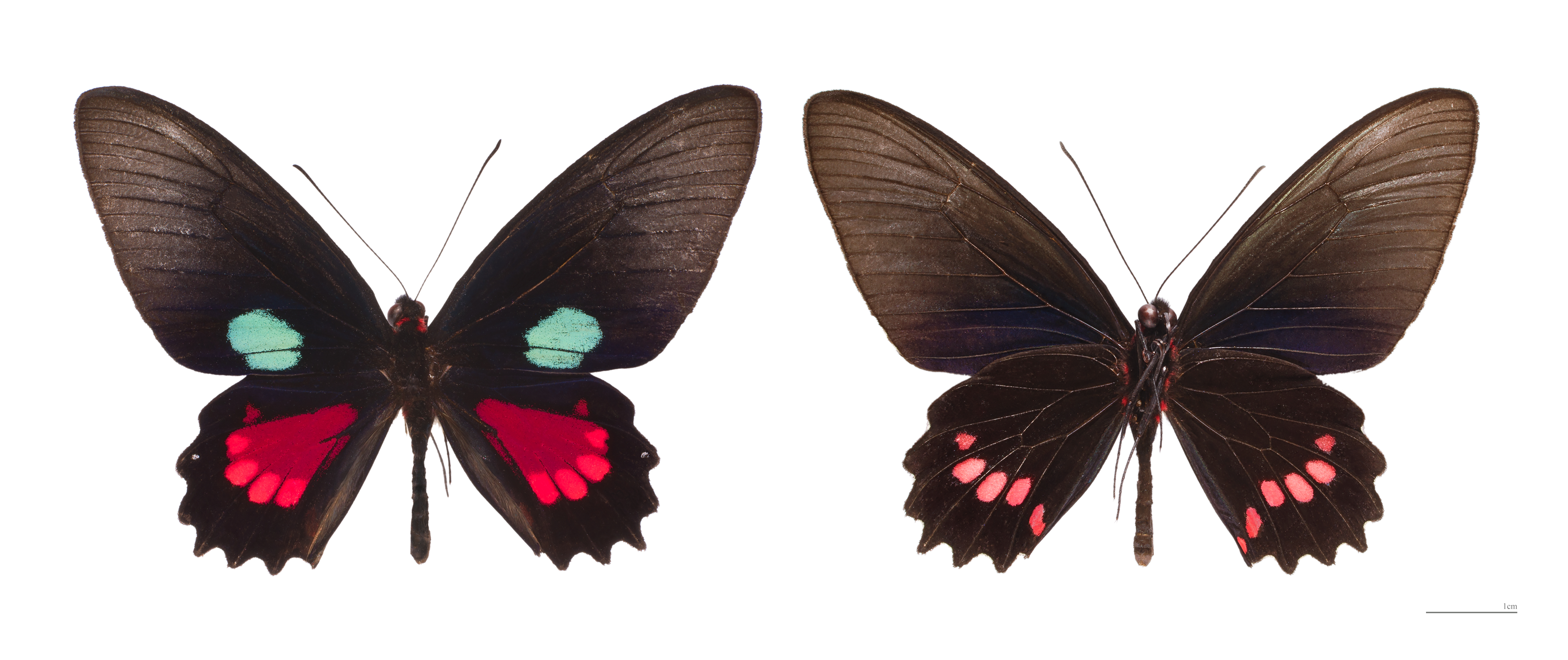
Troidina - Parides aeneas